# Lynn (Massachusetts)
Lynn ist eine Stadt im Essex County im US-Bundesstaat Massachusetts. Das U.S. Census Bureau hat bei der Volkszählung 2020 eine Einwohnerzahl von 101.253 ermittelt.

## Geschichte
Das heutige Stadtgebiet wurde durch Einwanderer 1629 unter Führung von Edmund Ingalls besiedelt. 1631 erhielt die Gemeinde, nach der Bezeichnung der Nipmuck-Indianer dieser Gegend, den Namen Saugus. Zu Ehren von Samuel Whiting, der als erster Minister der Stadt aus King’s Lynn in Norfolk eingetroffen war, wurde die Kleinstadt 1637 zu Lynn umbenannt.
Im Laufe der Siedlungsgeschichte entwickelten sich aus dem Siedlungsgebiet unabhängige Städte. Reading wurde 1644 gegründet, Lynnfield 1782, Saugus 1815, Swampscott 1852 und Nahant 1853. Lynn selbst wurde 1850 als Stadt eingetragen.
Während der Kolonialzeit war Lynn ein bedeutender Standort von Gerbereien sowie der Schuhindustrie, die 1635 gegründet wurde. Die Stiefel, die von der Kontinentalarmee während des Unabhängigkeitskrieges getragen wurden, stammten aus den Manufakturen in Lynn. Die boomende Schuhindustrie führte im frühen 19. Jahrhundert zu einem städtischen Wachstum der Gemeinde. Im Wappen der Stadt spiegelt sich diese wichtige Zeit durch die Abbildung eines Schuhs wider. Die Wirtschaftskrise von 1857 verschlechterte die Bedingungen im Schuhgewerbe deutlich. Nach Entlassungen und Lohnkürzungen organisierten die Schuhmacher von Februar bis März 1860 den größten Streik in der US-Geschichte vor dem Sezessionskrieg.
Während 1816 nur eine Postkutsche in Dienst war, bedienten 1836 schon 23 Kutschen täglich die Strecke Lynn Hotel, Boston. Die Eastern Railroad Linie zwischen Salem und dem östlichen Boston, wurde am 28. August 1838 eröffnet. Diese Zugverbindung wurde später zur Eastern Division mit der Boston and Maine Railroad fusioniert. 1847 wurden Telegrafenleitungen durch Lynn verlegt, allerdings ging das Netz erst 1858 in Betrieb.
Die Schuhfabrikanten, angeführt von Charles A. Coffin und Silas E. Barton, engagierten sich bereits 1883 finanziell an der aufkommenden Elektrifizierung durch Investitionen in die von Elihu Thomson gegründete Thomson-Houston Electric Company. Thomson-Houston Electric fusionierte 1892 mit der Edison Electric Company zu General Electric (GE) und Coffin wurde der erste Präsident von General Electric. Elihu Thomson war von 1920 bis 1923 als Präsident des Massachusetts Institute of Technology tätig.
Anfangs spezialisierte sich GE in Lynn auf die Produktion von Bogenlampen und Elektromotoren. Später wurden elektrische Systeme und Komponenten für Flugzeuge sowie Flugzeugmotoren entwickelt, die während des Zweiten Weltkrieges verwendet wurden. Das Motorenwerk entstand aufgrund der guten Kontakte zum MIT in Cambridge. Gerhard Neumann spielte bei der Entwicklung der Triebwerksparte von GE in Lynn eine entscheidende Rolle und die bis heute bestehende Zusammenarbeit der Forschungsabteilung der Materialwissenschaften am MIT und die sich daraus ergebenden Verbesserungen der Düsentriebwerkeffizienz sichert Lynn bis Heute einen Standortvorteil.
Die Stadt litt unter mehreren großen Bränden in den späten 1970er und frühen 1980er Jahren. Am 28. November 1981 brannten die ehemaligen Schuhfabriken an der Broad- und Washington Street, bis auf die Grundmauern nieder. Die Flammen zerstörten 17 Häuser in der Innenstadt und verursachten Schäden in der Höhe von zehn Millionen US-Dollar. Die Gegend wurde anschließend saniert und wird als Satelliten-Campus des North Shore Community Colleges genutzt.
Neben General Electric und der West Lynn Creamery (heute Teil von Dean Foods), gehörte Durkee-Mower, der Hersteller der Marshmallow Fluff, zu den größten Arbeitgebern von Lynn.
Um von dem lange Zeit geltenden Image „Lynn, Lynn the city of sin. You never come out, the way you went in.“ loszukommen, wurde in den 1990er Jahren die Imagekampagne „City Of Firsts“ mit folgenden Slogans gestartet:
- Erster Standort der metallverarbeitenden Industrie (1643)
- Inbetriebnahme des ersten Feuerlöschfahrzeuges (1654)
- Bau des ersten Flugzeugtriebwerks der USA
- Geburtsort von Lydia Pinkham (1819–1883), der ersten einflussreichen Frau der Werbebranche
- Schauplatz des ersten Baseballspiels unter Flutlicht
- Standort der ersten Tanzschule der USA
- Standort der ersten Gerberei der USA
- Ziel der ersten Luftpostsendungen der USA

Im Laufe der Zeit wurden einige dieser Behauptungen als unrichtig oder nicht belegbar entlarvt. So fand die erste Luftpostzustellung der USA auf Long Island und das erste Baseballspiel unter künstlichem Licht in Indiana statt. Das erste Flugzeugtriebwerk der USA wurde zwar in Lynn gebaut, basierte aber im Wesentlichen auf Entwicklungen der Briten.

### 21. Jahrhundert
Anfang des 21. Jahrhunderts führten zahlreiche Stadtentwicklungsprojekte zu einer Renaissance von Lynn. Leer stehende Industriegebäude wurden zu Loftwohnungen umgebaut. Tom Kennedy konnte den renommierten Architekten und Europa-Chef des weltgrößten Immobilienmaklers Jones Lang LaSalle, Robert Orr für die Sanierung des Hafenviertels gewinnen. Die Stadtverwaltung unterstützte die Neuentwicklung durch die im antiken Stil sanierte Straßenbeleuchtung und -beschilderung, die Fassadensanierung alter Gebäude und den Neubau des Fußballstadions.
Lynn ist inzwischen die Heimat einer der größten russischen Gemeinden in der Region Massachusetts North Shore. Die erste Einwanderungswelle begann in den frühen 1990er Jahren, als Russen jüdischer Abstammung der Flüchtlingsstatus durch die amerikanische Regierung anerkannt wurde.
Das Great Stew Chase Road Race ist eine der drei ältesten 15-Kilometer-Laufveranstaltungen der USA. Es findet seit 1974 jährlich im Februar statt.
Im Dezember 2007 bewilligte der Massachusetts Seaport Beirat 750.000 US$ für eine Fährverbindung von Lynn nach Boston.

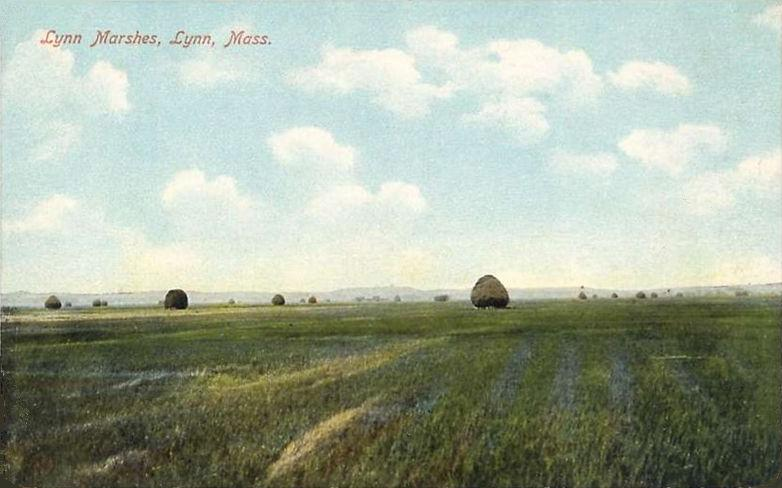
Lynn Marshes (1905)
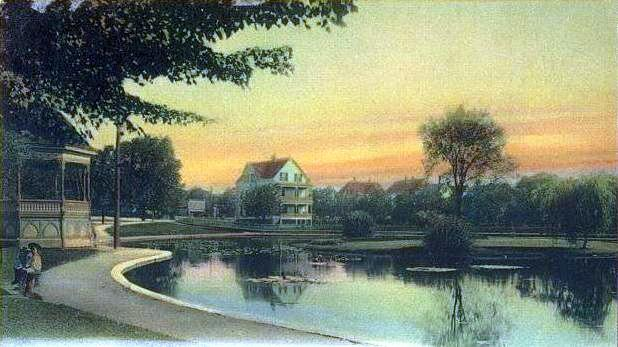
Goldfish Pond (1905)
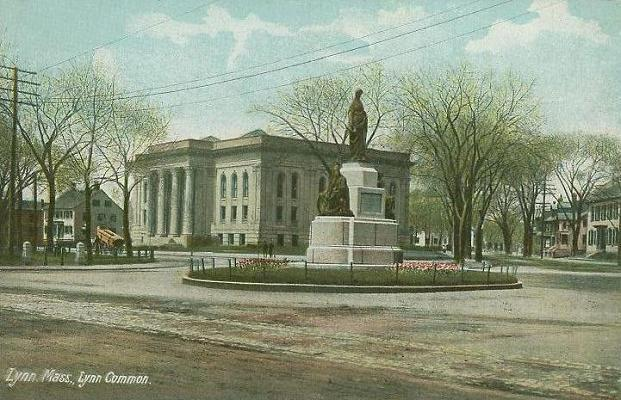
City Hall Square (1906)
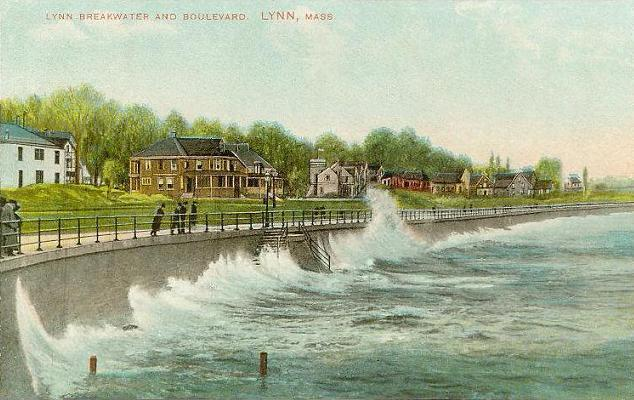
Mole (1908)
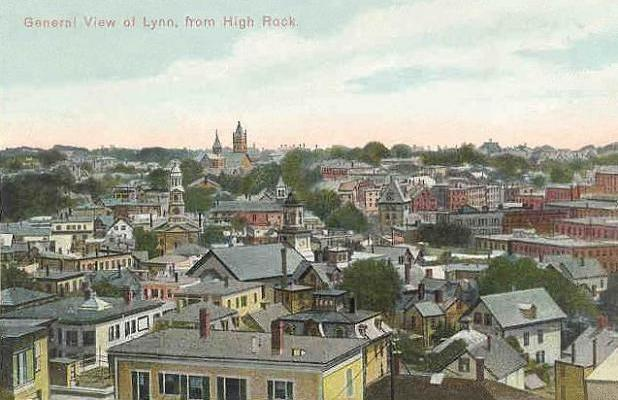
Übersicht (1909)
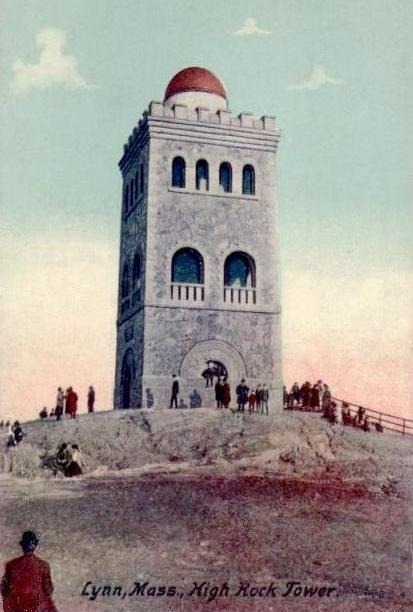
High Rock Tower (1910)
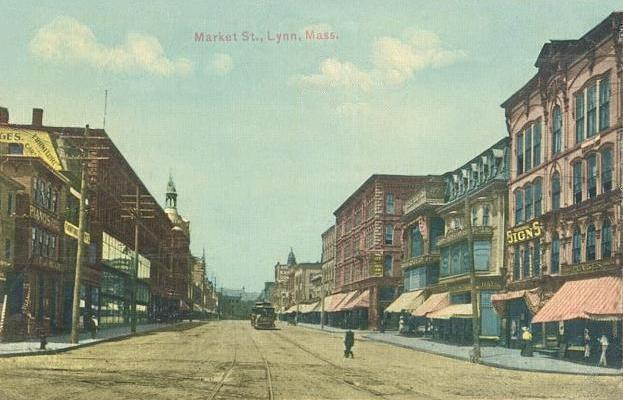
Market Street (1911)
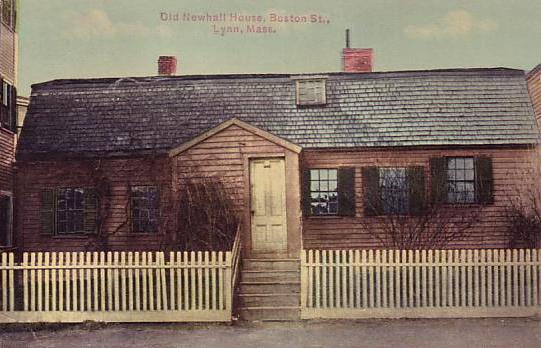
Newhall House (1913)

## Demografie
Nach der letzten Volkszählung im Jahr 2000 lebten in Lynn 89.050 Einwohner in 33.511 Haushalten, 21.044 Familien und 34.637 Wohneinheiten. Die Bevölkerungsdichte lag bei 3177 Personen pro km². Die größte ethnische Gruppe der Stadt stellten mit rund 68 Prozent die Bewohner europäischer Abstammung dar. Etwa 11 % Afroamerikaner und 6,43 % Asiaten lebten damals in Lynn.
In 32,5 % der Haushalten lebten Kinder unter 18 Jahren. In 31 % aller Haushalte lebten Einzelpersonen und in 11,8 % lebten Personen die 65 Jahre alt oder älter waren. Die durchschnittliche Haushaltsgröße betrug 2,62 Personen, während die durchschnittliche Familiengröße bei 3,31 Personen lag.
In der Stadt waren 27 % der Bevölkerung unter 18 Jahre, rund 9 % zwischen 18 und 24 Jahre, 31 % zwischen 25 und 44 Jahre, 20 % zwischen 45 und 64 Jahre alt und 12,8 % waren älter als 65. Das Durchschnittsalter betrug 34 Jahre. Auf 100 Frauen die älter als 18 Jahre waren kamen 89,5 Männer.
Das Durchschnittseinkommen betrug 37.364 US$ für einen Einzelhaushalt und 45.295 US$ für einen Familienhaushalt. Das Einkommen eines Mannes betrug im Schnitt 34.284 US$ gegenüber 27.871 US$ einer Frau. Das Pro-Kopf-Einkommen lag bei 17.492 US$. Über 13 % der Familien und rund 16 % der Gesamtbevölkerung lebten im Jahr 2000 unterhalb der Armutsgrenze.
Der in den 1950er Jahren einsetzende und bis in die 1980er Jahre andauernde Bevölkerungsrückgang konnte inzwischen gestoppt werden.

## Bildungswesen

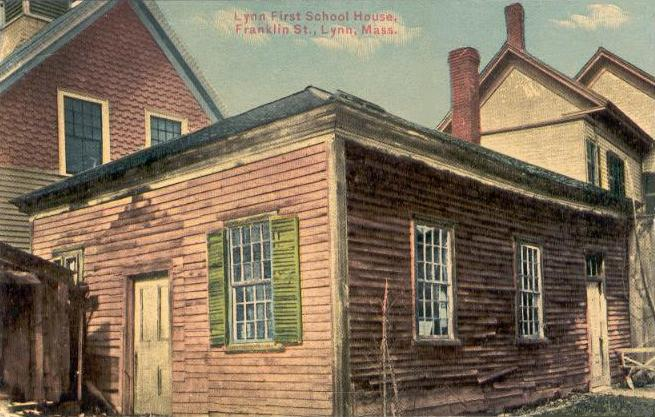
Das erste Schulgebäude (1910)

Lynn hat drei öffentliche High Schools (Lynn Englisch, Lynn Classical, Lynn Vocational Technical Institute "Lynn Tech"), vier Junior High Schools, zwei Alternativschulen und 22 Grundschulen. Mit der St. Mary's High School gibt es außerdem eine unabhängige katholische High School.
Die KIPP Academy Lynn ist eine Charter School, die vom KIPP: the Knowledge Is Power Program („das Wissen ist Macht-Programm“) betrieben wird.

## Verkehr
Lynn ist über die Newburyport-/Rockport-Linie der MBTA sowie mehrere Buslinien mit Boston und den Gemeinden in der näheren Umgebung, wie Revere, verbunden. Derzeit laufen Studien über die Machbarkeit einer Erweiterung der U-Bahn-Linie Blue Line nach Lynn.

## Sehenswürdigkeiten

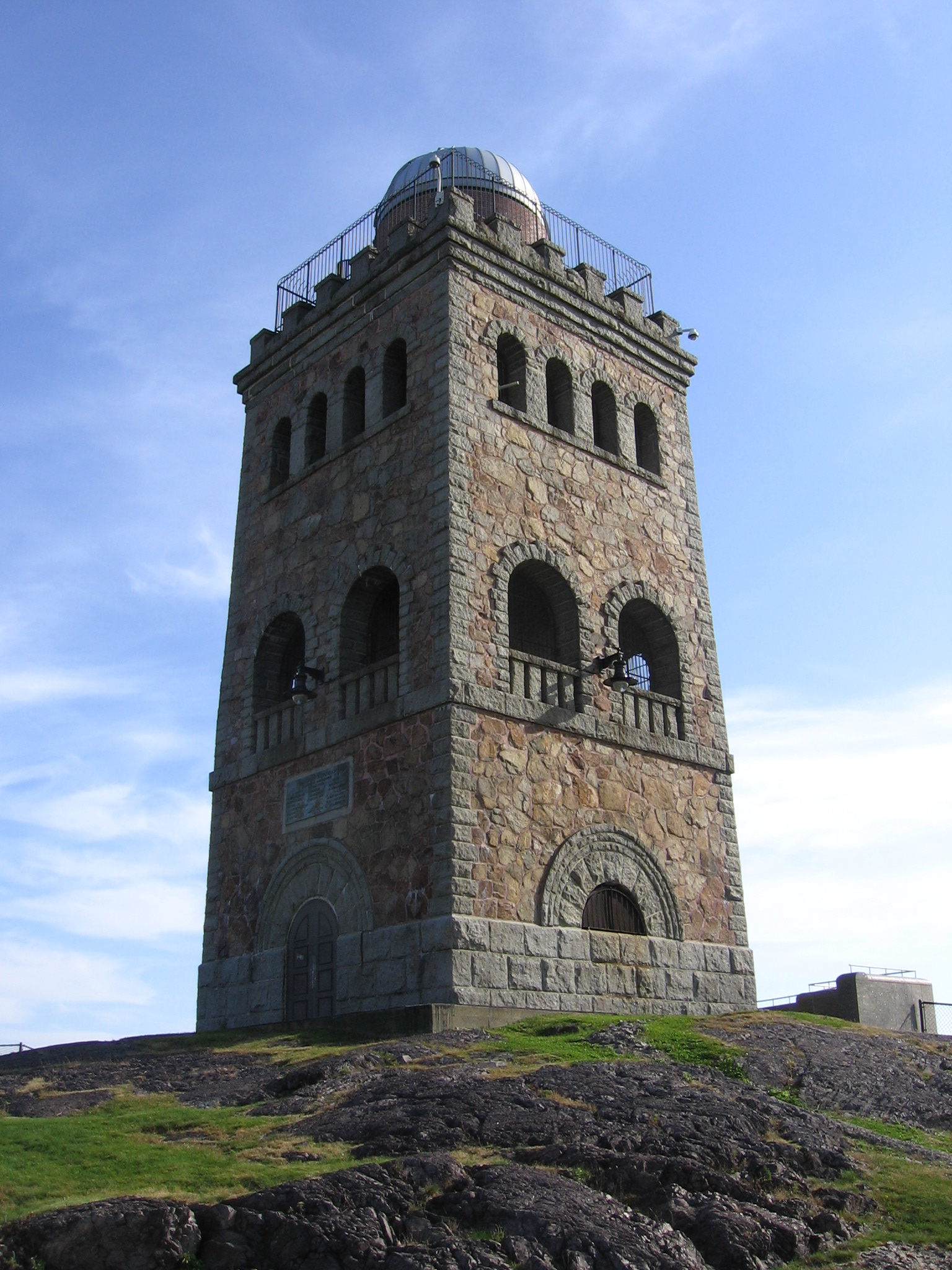
High Rock Tower (2006)

- Central Square Historic District: Altstadtviertel mit den ältesten Gebäuden von Lynn. 42° 27′ 50″ N, 70° 56′ 44″ W
- Grand Army of the Republic Museum: Das Museum wurde 1885 mit Mitteln von Kriegsveteranen errichtet und ist unter anderem für seine monumentalen Werke in der 240 m² großen Eingangshalle bekannt.[16] 42° 27′ 47,9″ N, 70° 56′ 54,2″ W
- High Rock Tower: Ein Observatorium und Aussichtsturm aus dem Jahr 1848 mit Blick auf Nahant, Boston, das Stadtzentrum von Lynn, Egg Rock und den Ozean.[17] 42° 28′ 5,2″ N, 70° 56′ 47,4″ W
- Lynn Woods: Mit 2200 Hektar der größte Stadtpark in Neu England und der zweitgrößte der USA. Hier befinden sich historische Stätten wie der Stone Tower, Steel Tower, the Wolf Pits und Dungeon Rock. Er wurde 1881 gegründet.[18] 42° 29′ 25,1″ N, 70° 59′ 37,8″ W
- Pine Grove Cemetery: Mit etwa 89.000 Grabstätten ist der Pine Grove einer der größten Friedhöfe des Bundesstaates. Er wurde Mitte der 1800er Jahre angelegt.[19] 42° 28′ 42,9″ N, 70° 57′ 42″ W

## Persönlichkeiten

### Söhne und Töchter der Stadt
- Frederick Douglass (1818–1895), ehemaliger Sklave, Abolitionist und Schriftsteller
- Lawrence J. Henderson (1878–1942), Chemiker und Biologe
- Edward Francis Ryan (1879–1956), römisch-katholischer Bischof von Burlington
- Lynn Thorndike (1882–1965), Wissenschaftshistoriker
- Rodman Law (1885–1919), Fallschirmspringer, Base-Jumper und Fassadenkletterer
- Elmer Collins (1887–1982), Bahnradsportler
- Ruth Law (1887–1970), Flugpionierin
- William Dudley Pelley (1890–1965), Gründer der antisemitischen Bewegung Silver Shirts
- Leonard Feeney (1897–1978), römisch-katholischer Priester und Jesuit
- Neil Hamilton (1899–1984), Schauspieler
- Mabel Albertson (1901–1982), Charakterdarstellerin
- Baron William T. Frary von Blomberg (1904–1983), Berater und Botschafter des Johanniterordens
- Briard P. Johnson (1905–1980), Generalmajor der United States Army
- Beaumont Newhall (1908–1993), Fotohistoriker und Fotokurator
- Norman Levinson (1912–1975), Mathematiker
- Phil Darois (1919–2013), Jazzmusiker
- Harold Shapero (1920–2013), Komponist und Musikpädagoge
- Ruth Roman (1922–1999), Schauspielerin
- Frederick Herzberg (1923–2000), Psychologe
- Lawrence J. Quirk (1923–2014), Filmhistoriker, Journalist und Schriftsteller
- George W. MacRae (1928–1985), römisch-katholischer Theologe und Hochschullehrer
- Richard Palais (* 1931), Mathematiker
- Tammy Grimes (1934–2016), Film- und Theaterschauspielerin
- Verna Bloom (1938–2019), Schauspielerin
- James Willey (* 1939), Komponist und Musikpädagoge
- Freddy Cannon (* 1940), Rock-’n’-Roll-Sänger
- Lesley Stahl (* 1941), TV-Journalistin
- Cassian Folsom (* 1955), Liturgiewissenschaftler und Hochschullehrer
- David B. Feinberg (1956–1994), Autor und AIDS-Aktivist
- Tom Rowe (* 1956), Eishockeyspieler, -trainer und -funktionär
- Mike Jeffries (* 1962), Fußballspieler und -trainer
- Jack Noseworthy (* 1969), Schauspieler
- Miles Schmidt-Scheuber (* 1969), US-amerikanisch-deutscher Sportjournalist und Blogger
- Rashida Ellis (* 1995), Boxerin

### Persönlichkeiten mit Bezug zur Stadt
- Benjamin Franklin Mudge (1817–1879), Geologe, Paläontologe und Bürgermeister von Lynn
- Maria Mitchell (1818–1889), Astronomin und Vorkämpferin für die Frauenrechte
- Mary Baker Eddy (1821–1910), Autorin
- Henry B. Lovering (1841–1911), Kongressabgeordneter und Bürgermeister von Lynn
- Jan Ernst Matzeliger (1852–1889), Erfinder
- Walter Brennan (1894–1974), Schauspieler
- Jack Albertson (1907–1981), Schauspieler